# Ophiostigma isacanthum
Ophiostigma isacanthum är en ormstjärneart som först beskrevs av Thomas Say 1825.  Ophiostigma isacanthum ingår i släktet Ophiostigma och familjen trådormstjärnor. Inga underarter finns listade i Catalogue of Life.